# 黄腊布依族苗族乡
黄腊布依族苗族乡是中华人民共和国贵州省安顺市西秀区下辖的一个民族乡。

## 行政区划
黄腊布依族苗族乡下辖以下村级行政区划单位：
黑秧村、罗陇村、长土村、新平村、打寨村、团结村、王官村、五星村、簸箕村、腊寨村、玲珑村、龙青村、岩底村和白岩村。